# Clambus aegrepilosus
Clambus aegrepilosus là một loài bọ cánh cứng trong họ Clambidae. Loài này được Endrody-Younga miêu tả khoa học đầu tiên năm 1960.